# Demografia Indii

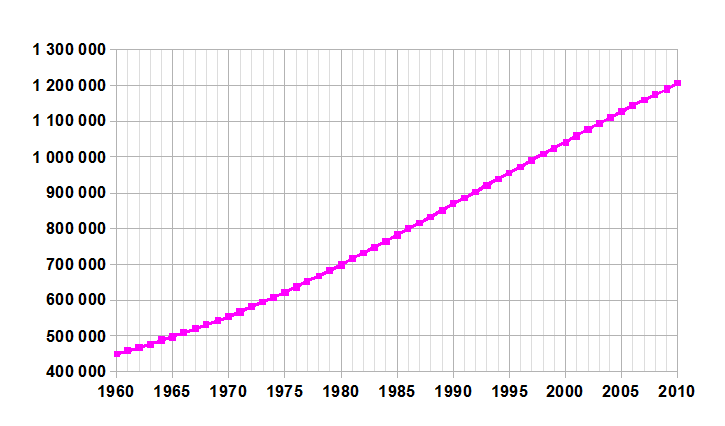
Wzrost liczby ludności Indii

Indie zamieszkuje ponad 1,4 miliarda ludzi, co stanowi 1/6 ludności świata. Społeczeństwo jest bardzo zróżnicowane pod względem etnicznym i wyznaniowym.

## Statystyki
- Liczba ludności: 1 326 801 576
- Gęstość zaludnienia: 382 osób/km²

Gęstość zaludnienia Indii

- Skład etniczny: 39% Hindusi mówiący którymś z dialektów języka hindi, 8% Telugowie, 8% Bengalczycy, 7% Marathowie, 7% Tamilowie, 5% Gudźaratowie, 4% Kannadygowie, 4% Keralczycy (18% stanowią inne grupy językowe).
- Wyznania: hinduiści – 80,5%, muzułmanie – 13,4%, chrześcijanie – 2,3%, sikhowie – 1,84% (gł. w Pendżabie), buddyści – 0,76%, dźiniści – 0,4%, i inni.
- Główne miasta:
  - Mumbaj – 13,1 mln mieszk. (zespół miejski: 20,4 mln),
  - Delhi – 11,5 mln (zespół miejski: 18,0 mln),
  - Bengaluru – 5,3 mln (zespół miejski: 6,2 mln),
  - Kolkata – 4,6 mln (zespół miejski: 14,9 mln),
  - Ćennaj – 4,4 mln (zespół miejski: 7,0 mln),
  - Ahmadabad – 3,8 mln (zespół miejski: 5,2 mln),
  - Hajdarabad – 3,7 mln (zespół miejski: 6,1 mln),
  - Pune – 3,2 mln (zespół miejski: 4,9 mln)
  - Surat – 3,1 mln (zespół miejski: 4,9 mln)
  - Kanpur – 3,0 mln (zespół miejski: 3,3 mln)

## Rozwój i rozmieszczenie

Przyrost naturalny Indii

Indie to najludniejszy kraj, w którym mieszka ok. 18% ludności świata. Eksplozja demograficzna rozpoczęła się w latach 70, kiedy to w latach 1971–1981 przybyło prawie 140 mln ludzi, a dziesięć lat później ogólna liczba ludności wzrosła aż o 160 mln. Uważa się, że w 2010 roku, liczba osób zamieszkujących Indie, wyniesie ponad 1200 mln.
Ludność nie jest rozmieszczona zbyt równomiernie. Około 40% zamieszkuje stany Niziny Hindustańskiej, na której gęstość zaludnienia wynosi 450 osób/km², zaś w delcie Gangesu aż 800 osób/km². Również Indie południowe są gęsto zaludnione, gdyż w Kerali gęstość zaludnienia wynosi 1000 osób/km². Najmniej zaludniona jest wyżyna Dekanu, półwysep Kathijawar, pustynia Thar i przedgórze Himalajów, gdzie średnia gęstość zaludnienia wynosi 50 osób/km².

## Struktura płci i wieku
W Indiach utrzymuje się przewaga mężczyzn, która wynosi 51,5% populacji. Jest to cecha charakterystyczna krajów rozwijających się.
Społeczeństwo Indii, jak przystało na kraj rozwijający się, jest młode, a średnia wieku wynosi 25 lat. Struktura wiekowa ma charakter wyrównany – jej zróżnicowanie pomiędzy stanami jest znikome. Nieco większy udział ludności starszej (więcej niż 5%) cechuje jedynie stany bardziej rozwinięte.

## Ruch naturalny
Poziom urodzeń w Indiach zmniejsza się z roku na rok, ale spada także poziom zgonów. Jest to związane ze zmniejszeniem umieralności niemowląt, rozwijaniem się medycyny i oświaty. Na początku lat wprowadzono politykę kontroli urodzin.
Średnia długość życia wciąż się zwiększa. W 1995 roku wynosiła dla kobiet 61 lat, a dla mężczyzn 60, zaś obecnie dla kobiet 71 lat, a dla mężczyzn – 66.

## Struktura etniczna i wyznaniowa

Poziom analfabetyzmu w Indiach. Zielony obszar reprezentuje najlepiej wykształcone społeczeństwo.

Struktura językowa kraju jest bardzo zróżnicowana. Z badań wynika, że w użyciu jest ponad 1000 języków i dialektów.
Mozaika etniczno-językowa wpływa w zaskakująco małym stopniu na podział społeczeństwa. Linię podziału stanowi struktura wyznaniowa.

## Podział kastowy
W niepodległych już Indiach, oficjalnie zniesiono w 1950 roku narzucony przez hinduizm podział społeczeństwa na kasty. Jednak w rzeczywistości funkcjonuje on nadal. Ludzie znajdujący się poza podziałem kastowym stanowią ok. 15% populacji. Największy odsetek stanowią oni w gęsto zaludnionych stanach północnych Indii, zaś największymi skupiskami są wszystkie wielkie aglomeracje Indii.

## Struktura wykształcenia i zawodowa
Pod względem wykształcenia, w ostatnich latach sytuacja uległa poprawie. Poziom wykształcenia Indii jest silnie zróżnicowany regionalnie i pomiędzy grupami religijnymi. Najwięcej osób z wysokim wykształceniem jest w Kerali, Goa i wielkich aglomeracjach miejskich.
60% ludności pracuje w rolnictwie. Udział rolnictwa w PKB Indii wynosi 20%. W przemyśle pracuje 12% siły roboczej. Najdynamiczniej rozwijający się jest sektor usług, który zatrudnia 28% siły roboczej i jego udział w PKB Indii wynosi 60%. Bezrobocie w Indiach wynosi 8%.

## Historia przyrostu naturalnego w Indiach
| Rok             | Liczba ludności |
| --------------- | --------------- |
| 500 p.n.e.      | 38 000 000      |
| 400 p.n.e.      | 38 900 000      |
| 200 p.n.e.      | 48 600 000      |
| 1               | 53 600 000      |
| 200             | 56 400 000      |
| 400             | 51 500 000      |
| 600             | 52 000 000      |
| 800             | 65 000 000      |
| 1000            | 76 200 000      |
| 1100            | 78 300 000      |
| 1200            | 90 000 000      |
| 1300            | 100 000 000     |
| 1400            | 104 800 000     |
| 1500            | 106 300 000     |
| 1600            | 133 800 000     |
| 1700            | 165 000 000     |
| 1710            | 167 353 000     |
| 1720            | 170 768 000     |
| 1730            | 174 253 000     |
| 1740            | 177 809 000     |
| 1750            | 181 438 000     |
| 1760            | 185 141 000     |
| 1770            | 188 919 000     |
| 1780            | 192 775 000     |
| 1790            | 196 709 000     |
| 1800            | 200 724 000     |
| 1810            | 204 820 000     |
| 1820            | 209 000 000     |
| 1830            | 214 851 000     |
| 1840            | 225 082 000     |
| 1850            | 235 800 000     |
| 1860            | 244 400 000     |
| 1870            | 253 000 000     |
| 1880            | 257 200 000     |
| 1890            | 279 626 000     |
| 1900            | 284 500 000     |
| 1910            | 264 044 000     |
| 1920            | 264 746 000     |
| 1930            | 290 815 000     |
| 1940            | 331 001 000     |
| 1950            | 357 561 000     |
| 1960            | 442 344 000     |
| 1970            | 554 911 000     |
| 1980            | 688 856 000     |
| 1990            | 849 415 000     |
| 2000            | 1 014 003 800   |
| 2007            | 1 131 191 071   |
| 2012            | 1 205 073 612   |
| 2030 (prognoza) | 1 449 078 000   |
| 2050 (prognoza) | 1 706 951 000   |